# 景东香草
景东香草（学名：Lysimachia jingdongensis）为报春花科珍珠菜属的植物，为中国的特有植物。分布在中国大陆的云南等地，生长于海拔2,100米至2,550米的地区，多生长在混交林下以及溪边，目前尚未由人工引种栽培。